# Корлье
Корлье́ (фр. Corlier) — коммуна во Франции, находится в регионе Рона — Альпы. Департамент — Эн. Входит в состав кантона Отвиль-Лонес. Округ коммуны — Белле.
Код INSEE коммуны — 01121.

## География
Коммуна расположена приблизительно в 400 км к юго-востоку от Парижа, в 60 км северо-восточнее Лиона, в 29 км к юго-востоку от Бурк-ан-Бреса.

## Климат
Климат полуконтинентальный с холодной зимой и тёплым летом. Дожди бывают нечасто, в основном летом.

## Население
Население коммуны на 2010 год составляло 124 человека.
| 1962 | 1968 | 1975 | 1982 | 1990 | 1999 | 2010 |
| ---- | ---- | ---- | ---- | ---- | ---- | ---- |
| 89   | 65   | 69   | 66   | 76   | 73   | 124  |

## Администрация
| Период | Период | Фамилия           | Партия | Примечания |
| ------ | ------ | ----------------- | ------ | ---------- |
| 1953   | 1977   | Адриан Тюрк       |        |            |
| 1977   | 1989   | Морис Эсканд      |        |            |
| 1989   | 2001   | Альбер Саппе      |        |            |
| 2001   | 2008   | Жерар Эрштейн     |        |            |
| 2008   | 2020   | Жан-Франсуа Дюпон |        |            |

## Экономика
В 2010 году среди 78 человек трудоспособного возраста (15—64 лет) 59 были экономически активными, 19 — неактивными (показатель активности — 75,6 %, в 1999 году было 68,3 %). Из 59 активных жителей работали 57 человек (30 мужчин и 27 женщин), безработных было 2 (2 мужчин и 0 женщин). Среди 19 неактивных 9 человек были учениками или студентами, 5 — пенсионерами, 5 были неактивными по другим причинам.

## Фотогалерея

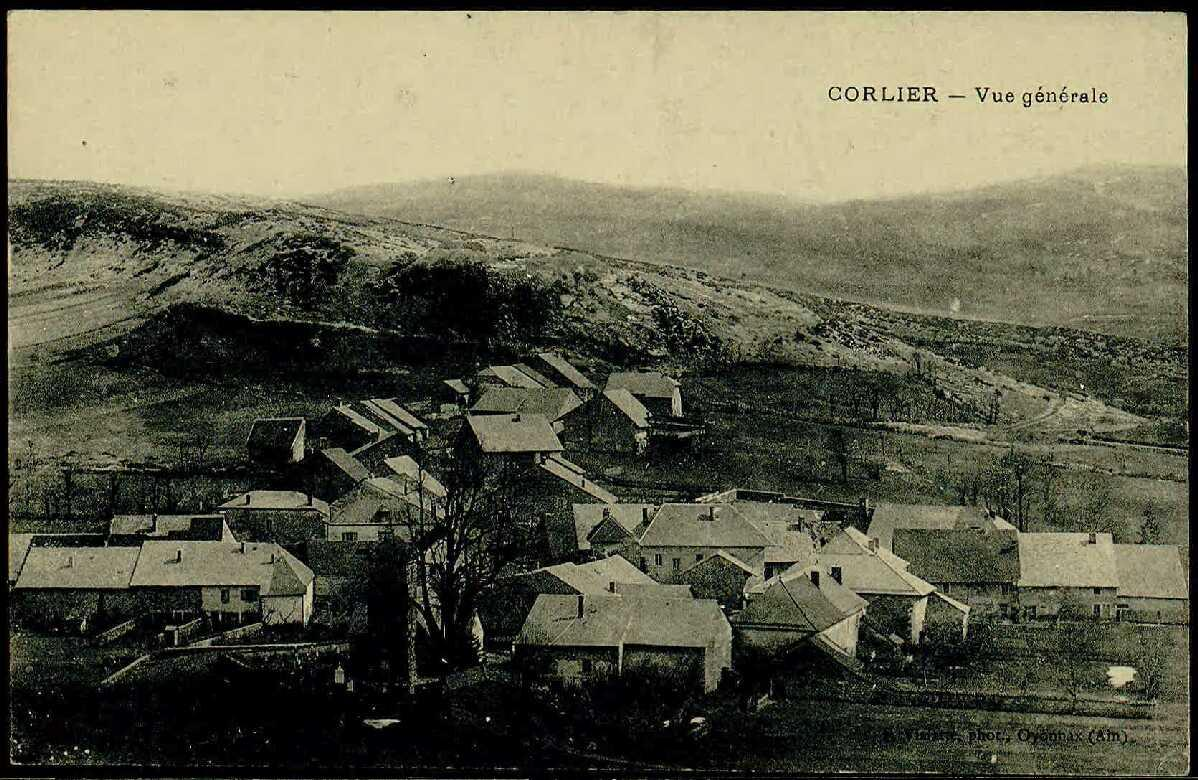
Корлье
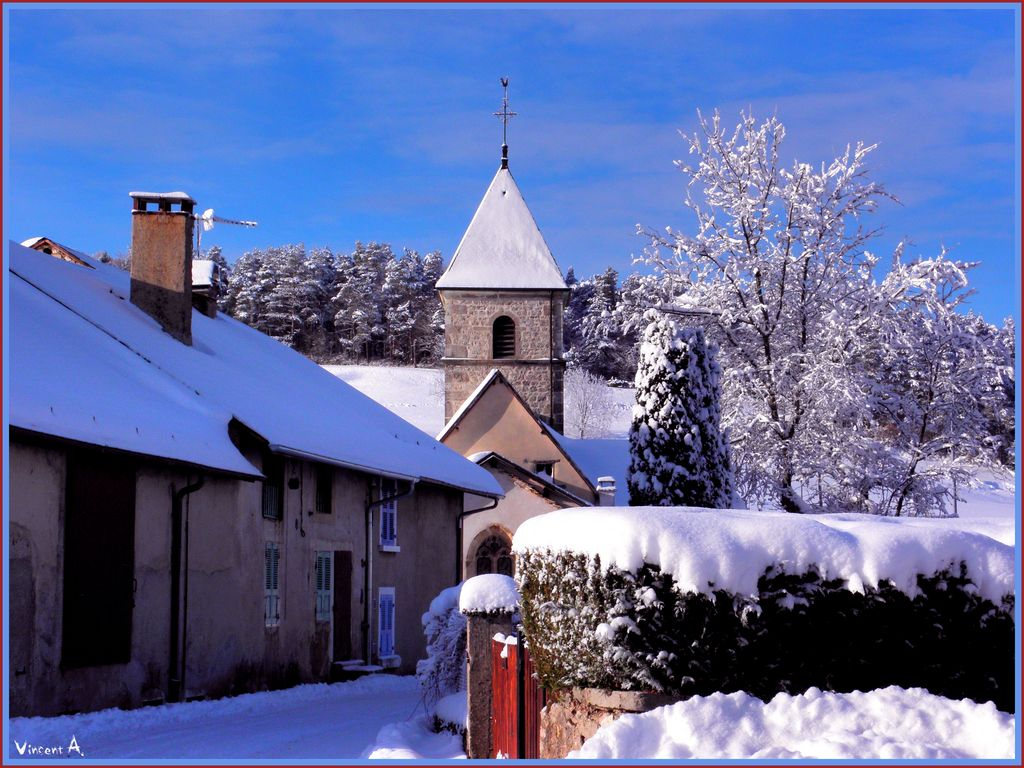
Корлье
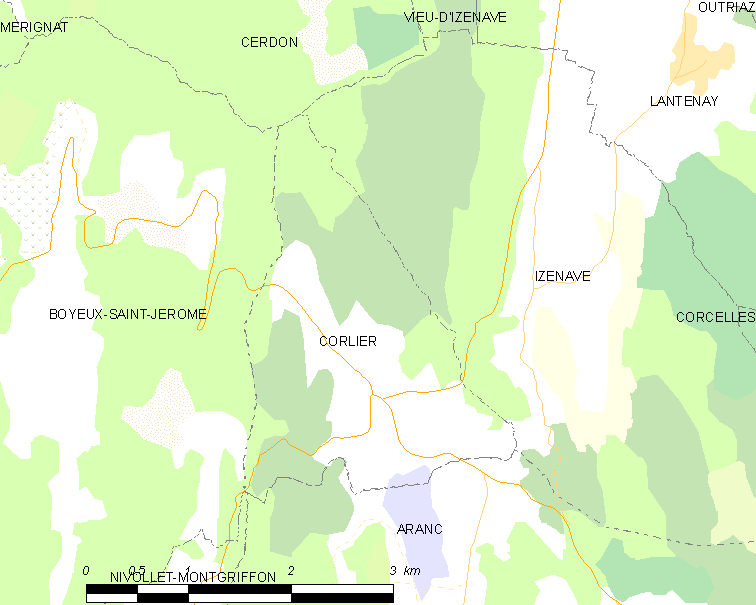
Карта коммуны